# Eleições parlamentares na Guiné em 2013

Guiné

As eleições parlamentares guineenses de 2013 foram realizadas na Guiné em 28 de setembro de 2013, após inúmeros atrasos e adiamentos. O partido do presidente Alpha Condé, a Assembleia do Povo da Guiné (RPG), obteve a maioria dos assentos da Assembleia Nacional da Guiné, com 53 dos 114 assentos. Os partidos da oposição ganharam um total de 53 assentos, e os líderes oposicionistas denunciaram os resultados oficiais como fraudulentos.